# Marie-Antoinette (1938)
Marie-Antoinette (OT: Marie Antoinette) ist eine US-amerikanische Filmbiografie über die französische Königin Marie-Antoinette unter Betonung ihrer Beziehung zu Hans Axel von Fersen. Der Film basiert auf der 1933 auf Englisch erschienenen Biografie von Stefan Zweig. Die Hauptrolle spielen Norma Shearer und Tyrone Power. Regie führte W. S. Van Dyke. In Deutschland wurde der Film erstmals am 21. Januar 1951 in den Kinos gezeigt.

## Handlung
Die österreichische Kaiserin Maria Theresia erklärt ihrer Tochter Marie-Antoinette, dass eine Hochzeit mit ihr und dem Dauphin von Frankreich arrangiert wurde. Marie erwartet ein Leben voller Pomp und Luxus und eine erfüllte Ehe. Sie ist daher umso überraschter, dass sich ihr Ehemann als schüchtern und introvertiert erweist. Ludwigs einzige Freude ist die Arbeit als Schlosser. Er lässt seine Gattin auch in der Hochzeitsnacht allein. Die Dauphine erwirbt rasch das Vertrauen von Ludwig XV., dem Großvater ihres Ehemanns. Die innere Leere versucht Marie-Antoinette durch die Teilnahme an den frivolen Ausschweifungen des intriganten Herzogs von Orléans zu kompensieren. Auf einem Maskenball begegnet sie dabei dem schwedischen Diplomaten Hans Axel von Fersen, der sich von ihrer gebieterischen Art jedoch nicht beeindrucken lässt. Trotz gegenseitiger Zuneigung bleibt Marie-Antoinette treu an der Seite ihres Mannes.
Nach zwei Jahren Ehe bekommt sie ein Geschenk von Madame Dubarry. Das Geschenk ist eine leere Kinderwiege, eine Anspielung darauf, dass sie noch keinem Nachfolger das Leben geschenkt hat. Nach einem Streit bei einem Ball zwischen Marie-Antoinette und Madame Dubarry ist der König der Meinung, die Ehe seines Enkels sollte annulliert werden. Der Dauphin weigert sich jedoch, dem Wunsch des Königs nachzugeben. Zur gleichen Zeit wendet sich der Herzog von Orléans von Marie-Antoinette ab. Trost findet sie, als sie von Fersen wiedertrifft, der ihr seine Liebe gesteht. Als Ludwig XV. stirbt, sind die Annullierungspläne vom Tisch. Marie hofft auf Axels Einsicht, dass er keine Affäre mit einer Königin eingehen kann. Nachdem er ihr nochmals seine Liebe erklärt hat, verlässt Axel Paris. Der neue König erweist sich als liebevoller Ehemann. Schon bald stellt sich der erhoffte Nachwuchs ein. Marie bringt eine Tochter, Marie-Thérèse-Charlotte, und einen Sohn, Prinz Louis Joseph, zur Welt. Ludwig will ein gerechter Herrscher sein, doch er kann die soziale Ungerechtigkeit in diesen Zeiten nicht beseitigen. Die Bürger zeigen ihre Abscheu für die ausländische Königin, als diese in die Halsbandaffäre verwickelt wird. Dies geschieht in einer Zeit, in der die Bevölkerung durch viele Hetzer, insbesondere durch den Herzog von Orléans, angestachelt wird. Die französische Revolution bricht aus. Der König hat die Macht über das Militär verloren, die königliche Familie wird verhaftet. Die Freundin der Familie, Prinzessin de Lamballe, wird hingerichtet. Axel kehrt nach Paris zurück und besticht einen Wächter. Zwar gelingt die Flucht, doch die Flüchtigen werden schon bald wieder eingefangen. Ein Gericht, dem auch der Herzog angehört, verurteilt den König und seine Familie. Der König wird schon am nächsten Tag hingerichtet. Marie und ihr Sohn wurden vorher vom Rest der Familie getrennt. Der Sohn wird gezwungen, vor Gericht gegen seine Mutter auszusagen. Beide werden zum Tode verurteilt. Axel sucht die erschöpfte und sichtlich gealterte Königin auf und steht ihr in den letzten Stunden ihres Lebens bei.

## Hintergrund
Der Film war seit Mitte 1933 in Planung. Die Besetzung der weiblichen Hauptrolle mit Norma Shearer, Ehefrau von MGM Produktionschef Irving Thalberg, führte schließlich zum Zerwürfnis mit William Randolph Hearst, der Marion Davies als Marie-Antoinette sah. Nach Thalbergs Tod 1936 übernahm sein bester Freund Sidney Franklin die Produktion und zunächst auch die Regie. Kostengründe führten schließlich zur Verpflichtung von W. S. van Dyke, dessen Spitzname One-Take Woody von seiner Fähigkeit kam, fast alle Szenen eines Films bereits mit der ersten Aufnahme komplett abzudrehen. Franklin erhielt in den Credits des Films eine lobende Erwähnung für seinen Einsatz.
Für die Rolle des Thronfolgers waren Charles Laughton, Peter Lorre, Oskar Homolka und John Gielgud im Gespräch, ehe die Rolle an Robert Morley ging. Anita Louise war 1934 in Madame du Barry als Marie-Antoinette zu sehen. Für die Produktion wurden Fotografien des Schlosses in Versailles als Hintergrundmontage benutzt. Für die Sets wurden sämtliche Räume des Schlosses originalgetreu nachgebaut, so der Ballsaal und die große Treppe. Das Studio plante, den Film zunächst in Technicolor zu drehen, doch die eskalierenden Kosten führten zum Dreh in Schwarzweiß. Assistent des Ausstatters Cedric Gibbons war der später ebenfalls oscarprämierte Edwin B. Willis. Für den Ton sorgte Douglas Shearer. Als Regie-Assistent arbeitete Jacques Tourneur.

## Kinoauswertung
Mit Produktionskosten von 2.926.000 US-Dollar war Marie Antoinette eine der teuersten MGM-Produktionen seit Gründung der Gesellschaft 1924. Das Budget lag sogar noch über den Kosten von Maria Walewska mit Greta Garbo aus dem Vorjahr. In den USA spielte der Film mit 1.633.000 US-Dollar einen vergleichsweise hohen Betrag ein, zu dem Auslandseinnahmen in Höhe von 1.323.000 US-Dollar kamen. Ein kumuliertes Gesamtergebnis von 2.956.000 US-Dollar konnte nicht verhindern, dass das Studio am Ende einen horrenden Verlust von 767.000 US-Dollar aufwies. Allerdings lag dieser noch deutlich unter den Verlusten von Maria Walewska.

## Kritiken
Das Lexikon des internationalen Films beschreibt den Film als „überlanges, bombastisches Geschichtsgemälde, ohne Anspruch auf historische Stimmigkeit, aber unterhaltsam“. Cinema befand, das „prunkvolle“ „Kostümdrama“ komme „ohne Anspruch auf historische Stimmigkeit, aber unterhaltsam“ daher. Variety hielt den Film für eine „brillante, historische Tragödie“.

## Auszeichnungen
Der Film ging mit vier Nominierungen in die Oscarverleihung 1939, gewann jedoch keine der Trophäen:
- Beste Hauptdarstellerin – Norma Shearer
- Bester Nebendarsteller – Robert Morley
- Beste Ausstattung – Cedric Gibbons
- Beste Filmmusik – Herbert Stothart

Bei den Internationalen Filmfestspielen von Venedig von 1938 bekam Norma Shearer 1938 die Coppa Volpi als beste Darstellerin. Zudem war der Film für den Coppa Mussolini als bester Film nominiert.